# Rabinal
Rabinal, pleme američkih Indijanaca porodice Mayan kojima prvi spomen nalazimo još u drevoj knjizi Popol Vuh. Rabinali su bili srodni plemenima Quiché (Quiché vlastiti, Tamub i Ilocab), i danas se vode kao dio naroda Quiché. Po njima prozvan je grad Rabinal, a utemeljio ga je 1547. u Baja Verapazu Bartholemé de Las Casas, u kojemu se svakog 25. siječnja priređuje drama balet Rabinal Achí, a datira još iz predkolumbovskih vremena. 
Potomci Rabinala i danas žive u departmanu Baja Verapaz, a njihovim jezikom rabinal quiché ili rabinal achí govori preko 37,000 ljudi (1990)

## Vanjske poveznice
- Popol Vuh